# アブドゥライェ・トゥーレ
アブドゥライェ・トゥーレ（Abdoulaye Touré, 1994年3月3日 - ）は、フランス・ナント出身のサッカー選手。ル・アーヴルAC所属。ポジションはMF。

## 経歴
ナント出身であり、2013年8月11日のSCバスティア戦でリーグ・アンデビュー。
2021年8月30日、ジェノアCFCに4年契約で移籍した。2022年1月21日、ファティ・カラギュムリュクSKにレンタル移籍。
2023年7月26日、ル・アーヴルACに2年契約で移籍した。

### 代表歴
ギニアにルーツを持っている。年代別のフランス代表に召集されていたが、2018年3月にはギニア代表としてプレーすることを表明した。